# Dina Kotjetkova
Dina Anatoljevna Kotjetkova (ryska: Дина Анатольевна Кочеткова), född den 27 juli 1977 i Moskva, Ryssland, är en rysk före detta gymnast.
Hon tog OS-silver i lagmångkampen i samband med de olympiska gymnastiktävlingarna 1996 i Atlanta.